# Pokój kaliski
Pokój kaliski – polsko-krzyżacki traktat pokojowy zawarty 8 lipca 1343 w Kaliszu, w wyniku którego Kazimierz III Wielki w zamian za zrzeczenie się praw do ziemi chełmińskiej, michałowskiej i Pomorza Gdańskiego odzyskał od państwa zakonu krzyżackiego Kujawy i ziemię dobrzyńską. Ratyfikacja porozumienia nastąpiła 23 lipca 1343, podczas spotkania króla Kazimierza z wielkim mistrzem Ludolfem Königiem w polu pod Wierzbiczanami. Pokój kaliski zakończył formalnie wojnę polsko-krzyżacką, rozpoczętą w 1327.
Pokój ten oznaczał ustępstwa terytorialne ze strony Polski, lecz z punktu widzenia polskiej racji stanu musiał zostać zawarty. Mimo wyroku papieskiego sądu polubownego, stwierdzającego że Pomorze Gdańskie, ziemia chełmińska i michałowska należą do Polski, zakon krzyżacki nie oddał ich dobrowolnie.
Papież Benedykt XII nie podtrzymał postanowień procesu warszawskiego, zlecając ponowne zbadanie zasadności roszczeń Polski do spornych ziem. Następca Benedykta XII, Klemens VI okazał się sprzymierzeńcem Krzyżaków. W tych warunkach Kazimierz III Wielki mógł albo z nimi walczyć, albo zawrzeć pokój. Król wybrał to, co uważał za rozwiązanie mniej szkodzące Królestwu Polskiemu, czyli pokój. Krzyżacy byli wtedy u szczytu swojej potęgi i wynik ewentualnej wojny byłby prawdopodobnie dla Polski niekorzystny. W wyniku postanowień traktatu, Kazimierz III Wielki miał się zrzec tytułu pana i dziedzica Pomorza w tytulaturze i na pieczęciach. Uznawano jednakże zasadę wcześniejszego zwierzchnictwa króla polskiego nad Pomorzem, ziemią chełmińską i michałowską, Kazimierz Wielki nie potwierdzał Zakonowi praw do Pomorza ani nie nadawał go Krzyżakom, zrzekał się jedynie wszelkich praw do tych ziem. Formuła, że była to darowizna (jałmużna) króla wobec Zakonu oznaczała, że z jednej strony Krzyżacy uznawali, że ziemie te były wcześniej polskie (co poprzednio negowali), a jednocześnie mogło być teoretycznie podstawą roszczeń rewindykacyjnych, gdyby na przykład obdarowani Krzyżacy okazali niewdzięczność.
Już w samym żądaniu Krzyżaków, aby król zrzekł się praw do Pomorza kryło się jednak uznanie go (zwłaszcza po rezygnacji z pretensji do korony polskiej Jana Luksemburskiego) za prawowitego dziedzica tych ziem. Dużym sukcesem dyplomacji polskiej było zrezygnowanie z wypracowanej w 1335 r. w Wyszehradzie (podczas arbitrażu władców Węgier i Czech) formuły „Pomorza jako wieczystej jałmużny” dla Zakonu. Tym samym w traktacie kaliskim król polski dawał jasno do zrozumienia, że został zmuszony do zrzeczenia się praw do Pomorza, a formuła wieczysta jałmużna byłaby zbytnim nadużyciem dla ziem, które tak naprawdę należały się Polsce, a bezprawnie zostały przez Krzyżaków zajęte w 1308 r. Jednocześnie król polski stawał się dobroczyńcą i patronem zakonu, który został zobowiązany do pomocy wojskowej i honorowych danin w pieniądzach i w naturze. W wypadku podjęcia przez Zakon walki przeciw Polsce, tracił on teoretycznie prawa do otrzymanych darowizn.
Warunki pokoju kaliskiego, mimo odsunięcia w czasie możliwości odzyskania ziem pomorskich, miały niezwykle ważne znaczenie w ugruntowaniu idei ich zjednoczenia z Królestwem.
Układ kaliski potwierdzony został w 1404 r. przez pokój w Raciążku.